# تياغو كاسترو
تياغو كاسترو هو لاعب كرة قدم برتغالي في مركز الوسط، ولد في 31 يناير 1996 في غيمارايش في البرتغال. لعب مع Vitória S.C. B ‏.

## وصلات خارجية
- تياغو كاسترو على موقع قاعدة بيانات كرة القدم.إي يو (الإنجليزية)
- تياغو كاسترو على موقع Soccerway.com (الإنجليزية)